# ISO/IEC JTC 1
ISO/IEC JTC 1 je skupno tenično telo dveh organizacij za standardizacijo, ISO in IEC, zadolženo za razvoj, vzdrževanje in promocijo standardov na področju Informacijske tehnologije (IT) in Informacijske in telekomunikacijske tehnologije (ICT).

## Področje delovanja
Področje delovanja JTC je mednarodna standardizacija na področju informacijskih tehnologij. Okvarja se z razvojem, vzdrževanjem, promocijo in pospeševanjem standardov s področij informacijskih tehnologij za potrebe globalnih trgov na naslednji področjih:
- Uporava in razvoj informacijskih sistemov in orodij
- Performance in kakovost informacijskih sistemov in orodij
- Varnost informacijskih sistemov in informacij
- Prenosljivost uporabniških programov
- Medopravilnost informacijskih iydelkov in sistemov
- Poenotena orodja in okolja
- Usklajen besednjak na področju informacijske tehnologije
- Uporabniku prejazni in ergonomsko oblikovani uporabniški vmesniki